# Rocas
Atol Rocas (portugalsky Atol das Rocas) je malý ostrov v Atlantském oceánu nedaleko břehů Brazílie, pod kterou patří. Je to jediný atol jižního Atlantiku a jeden z nejmenších atolů vůbec. Není obydlen a není tam zdroj pitné vody.

## Situace
Není s určitosti známo, kdo ostrov objevil. Předpokládá se, že to mohl být v roce 1503 Portugalec Manoel Luiz. Ostrov je vzdálen asi 250 km od brazilského pobřeží, jeho zeměpisné souřadnice jsou 33° 49' západní délky a 3° 52' jižní šířky. Je administrativní součásti brazilského spolkového státu Rio Grande do Norte.
Ostrov je popisován jako korálový atol, ale z převážné většiny je tvořen schránkami mořských plžů, dírkonošci a inkrustovanými ruduchami. Z korálů, kteří se zde vyskytují je to hlavně hvězdičkovník brazilský, útesovník dutý a některé druhy dírkovníku. Atol je „vybudován“ na propadlém vrcholu sopky potopeném asi 10 m pod hladinu. Je součástí podmořského hřbetu vulkanického původu, který se nachází v blízkosti mořského zlomu. Vystupuje z hloubky asi 4000 m a vede až k souostroví Fernando de Noronha. Doba vzniku vulkanických hornin je v této oblasti datována do období před 1,7 až 12,3 miliony let.
Ostrov má tvar eliptického prstence s délkou 3,7 km a šířkou 2,5 km. Uvnitř ostrova je asi 7,5 km² velká laguna nestejně hluboká 1 až 6 m a její hladina je následkem často vanoucího jihovýchodního větru téměř neustále zvlněná. Na západní straně laguny jsou dva ostrůvky Cemitério Island (0,14 km²) a Farol Island (0,22 km²) tvořené hrubým pískem a úlomky korálů. Nejvyšším bodem atolu je písčitá duna na ostrůvku Farol Island vysoká asi 6 m nad mořskou hladinou. Na západní straně je laguna propojena s mořem průlivem West channel, širokým asi 100 m a hlubokým 6 m, kterým mohou proplout malé lodě. Na severní straně je úzký a plytký North channel. Na návětrných stranách (východní a jihovýchodní) má ostrov svislé stěny, na závětrných jsou hrubozrnné písčité pláže.
Ostrov je pod vlivem teplého Jižního rovníkového proudu, tekoucího podél rovníku od pobřeží Afriky. Ten se v jeho blízkosti rozděluje na Antilský proud a Brazilský proud. Ostrov je tak chráněn před přímým pronikáním nečistot a živin z blízké jihoamerické pevniny. Průměrná teplota vody v okolí ostrova je 27 °C, nejnižší 25,5 °C a po dobu odlivu se za slunečných dnů může teplota v laguně zvýšit až na 39 °C. Salinita vody kolísá od 35 do 42 ‰, průměrná hodnota je 37 ‰. Maximální přílivová amplituda je 3,8 m, za přílivu vystupují z vody jen oba písečné ostrůvky. Dešťové srážky jsou nepravidelné, od 183 mm do 2663 mm za měsíc, průměr je 860 mm. Teplota vzduchu se pohybuje od 17,5 °C po 35,8 °C.

## Flora a fauna
Protože ostrov je až na dva písečné ostrůvky zaplavován přílivem, jeho suchozemská flora není příliš rozmanitá. Oba ostrůvky jsou pokryty trávou odolnou proti slanosti, extrémnímu slunečnímu záření a neustále se střídajícímu přílivu a odlivu. Na okrajích ostrůvků vyrůstá Blutaparon spp., nevysoké rostliny z čeledi laskavcovitých, které svými hustými, navzájem propletenými kořeny zpevňují písčitý substrát. Dál od okrajů roste šrucha, která se střídá s rostlinami z čeledí šáchorovitých a amarylkovitých. Také zde roztroušeně roste několik kokosovníků ořechoplodých, dovezených pravděpodobně na rybářských lodích.
Na ostrově jsou největší brazilské hnízdní kolonie tereje maskovaného, nodyho obecného a rybáka černohřbetého. Je zde také druhá největší reprodukční kolonie karety obrovské a v okolních vodách žijí i mladé karety pravé, které zde nacházejí dostatek potravy. Na ostrově nejsou žádní savci, ve vodách omývajících ostrov se vyskytuje hodně delfínů a žije tam mnoho hlavonožců, měkkýšů, korýšů a ryb skýtajících příležitost pro komerční rybolov.

## Význam
Ostrov byl v roce 1979 vyhlášen prvou mořskou biologickou rezervací Brazílie a v současnosti je přístupný pouze pro vědecký výzkum. Pro svou odlehlost je dosud stranou zájmů a jeho zkoumání se teprve rozbíhá. Okolí ostrova je oblíbenou destinací potápěčů a majitelů jachet. Atol Rocas byl společně s blízkým souostrovím Fernando de Noronha zařazen organizaci UNESCO do seznamu Světového přírodního dědictví.
Na ostrůvku Farol byl postaven v roce 1960 nový maják (náhradou za starý z roku 1933) vysoký 14 m, ke kterému připlouvá údržba jednou za 4 týdny.